# NGC 1086
NGC 1086 (również PGC 10587 lub UGC 2258) – galaktyka spiralna (Sc), znajdująca się w gwiazdozbiorze Perseusza. Odkrył ją Lewis A. Swift 20 sierpnia 1885 roku.